# 三代目明智小五郎〜今日も明智が殺される〜
『三代目明智小五郎〜今日も明智が殺される〜』（さんだいめあけちこごろう〜きょうもあけちがころされる〜）は、2010年4月から6月まで毎日放送・TBSほかで放送されたテレビドラマ。

## 概要
金曜ナイト劇場時代を含め、この放送枠では初のオリジナル作品となる。田辺誠一がコメディ部分の脚色・構成でスタッフ参加している。
本編終了時に「明智小五郎は登場しますが、ストーリーはドラマオリジナルであって、江戸川乱歩原作とは関係ありません」という旨のテロップが表示される。

## あらすじ
名探偵・明智小五郎の孫である明智中五郎はダメ探偵で、小林少年の孫である小林少女からは、いつもダメ出しされてばかり。そんな明智のまわりで事件が起きるたびに、なぜか明智が何者かに殺されてしまう。幽霊となった明智は自ら犯人を見つけ出し、事件を解決させることを条件に生き返らせてくれることを父・大五郎の霊と約束する。かくして明智は自らの生き返りと明智家の名誉回復を懸け、小林少女とともに事件の推理に挑むことになった。

## キャスト

### レギュラー
- 明智 中五郎 - 田辺誠一（小学生時代・高本歩輝）

明智小五郎の孫で探偵事務所の三代目。先祖とは大違いで、事件のたびに的外れな推理をしてばかりで、探偵事務所は閑古鳥が鳴き、アパートの家賃も滞納している。事件が起きるたびにいつも殺されてしまう。好きな食べ物はポテトチップス、好きな飲み物はキャラメルラテ。小学生時代は、同級生から「負け智」といじめられていた。自分の推理に自信が持てず、後ろ向きな考え方だったが、三代目怪人二十面相との対決を経て、探偵として徐々に成長していく。
- 小林 めぐみ（小林少女） - 小池里奈

小林少年の孫で明智の助手の高校生。幽霊となった明智の姿が見えたり、話をすることができる。
- 高田刑事 - 田中要次

明智が巻き込まれた事件を捜査する。携帯電話の着信メロディは「Gメン'75のテーマ」。
- 明智 大五郎 - 西岡徳馬

明智の父で探偵事務所の二代目。情けない息子の姿に嘆くも、事件解決を条件に生き返らせることを約束。だが明智に試練を与えるために、三代目怪人二十面相に殺すことを依頼していた。しかし第9話で明智と三代目怪人二十面相が殺された際、二人同時に生き返らせる前例がなかったことから閻魔大王の許可がなかなか下りず、勝手に二人を生き返らせたため、閻魔大王に怒られ、死んでも生き返らせることができなくなる。
- 警備員・先輩 - 西川瑞
- 警備員・後輩 - 加瀬澤拓未

警備室の中で、視聴者と同じ立場でこのドラマを見ている。後輩は俳優を目指し、第9話で警備員を辞め、最終話のペンキ屋のシーンで明智・小林少女と共演するが、NG連発で途中から配役交代になり、結局警備員の仕事に戻る。
- 三代目怪人二十面相 - 片桐仁（ラーメンズ）（小学生時代・田中京太）

毎回、事件後に明智や小林少女の前に現れる謎の存在。自身も「三代目」と称する。明智と同じ小学校で、当時のあだ名はボンバーくん。怪人二十面相は先代で廃業していたが、大五郎に頼まれて明智を殺していた。本名・田中義雄。本業はサラリーマンで総務課係長。妻の奈美と息子の一平がいるが、明智との対決で有給休暇を使ったため、会社をクビになり、妻子にも実家に帰られる。

### ゲスト
第1話　［死因：絞殺］
- 磯貝 - 要潤

明智中五郎探偵事務所があるアパート「かすみ荘」の大家。親の遺産のマンションを所有。成金趣味で、前歯は総金歯。
- サラリーマン - 吉家章人

小林少女の夢の中に登場し、何度も彼女に平手打ちをする。
- 解剖医 - 寺部智英

明智の遺体で初めて死体解剖することになるが、緊張のあまりなかなか執刀できず、Twitterに投稿したり、高田刑事に電話したりしている。
- 「かすみ荘」の住人 - 大西武志

ミュージシャン風情の住人。大音響でエレキギターを弾き鳴らし、磯貝から注意される。
- 「かすみ荘」の住人 - 堀口奈津美

第2話　［死因：感電死］
- 寺内 - 遠藤憲一

町内会長。健全な青少年の育成に心血を注ぐ。着うたはザ・ドリフターズ「いい湯だな」。
- ギャル - 山本裕子

寺内にタクシーで家に帰るよう説得される。
- なんでんかんでん社長 - 川原浩史（本人役）

小学生時代の明智がいじめられていたところを偶然通りかかり、助ける。
第3話　［死因：服毒死］
- 早川（なぎら 梅子） - 大政絢

明智の恋人。高校時代に玉井病院で亡くなったが、生きているという噂を聞いて駆けつけた明智の前に現れる。その正体は、早川と同時期に花粉症で入退院を繰り返していた、明智の高校時代の同級生・梅子。クラスで「ぬりかべさん」と呼ばれ、いじめられていたところを明智に助けられ、その後告白するが振られる。その後、整形で早川の姿になりすました。
第4話　［死因：転落死］
- 岡本 桃子 - 大島優子（AKB48）

明智家のファンで、探偵志望の女の子。中五郎の助手を買って出てそつなく行動し、小林少女に対抗心を爆発させる。その正体は変装した三代目怪人二十面相。
- ジャンボ鶴子 - 川西香里

小学生時代に明智をいじめていた大柄な女の子。
第5話　［死因：窒息死］
- 三ノ輪橋 のぼる - 五十嵐隼士（D-BOYS）

元々は八百屋の一人息子だったが、自主制作したCD「商店街音頭」がヒットしたことで一躍人気者になったビジュアル系演歌歌手。ただし、人気は商店街限定。
- 楽器店店主 - 西山宏幸

第6話　［死因：撲殺］
- 向島 - 今野浩喜（キングオブコメディ）

三代目怪人二十面相の友人。死体を蝋人形にすることが好きで、囚われの身となっている明智を蝋人形にしようとする。
- 焼肉店の店員 - 植田裕一

代金を支払わずに店を出た小林少女を包丁を持ったまま追いかける。
第7話　［死因：毒ガス死］
- 亜傘 クリス子 - 黒坂真美

探偵セミナーに参加したミステリー作家。初代明智小五郎のファン。
- 福留 ノリスケ - 森下能幸

探偵セミナーの講師。
- 消防団員 - 小浜正寛、迫田孝也

明智の遺体を軽トラックで運ぶが、道中、仲居に変装した三代目怪人二十面相に車を奪われる。
- 仲居 - 矢田実菜子

明智の遺体を運んでいた軽トラックを奪う。実は変装した三代目怪人二十面相。
第8話　［死因：今回は不死］
- 誠 実 - 温水洋一

全力電器に再就職したばかりの作業員。明智が広告を見て購入した探偵マシン「電脳君」を修理するために、事務所にやってくる。仕事を得るために、全力電器の面接で何でもできると言ってしまう。
第9話　［死因：撲殺］
- 根津 エリ子 - 戸田恵子

自然保護団体「グリーンドーベルマン」の代表。
- 権堂 保 - 橋本じゅん

「グリーンドーベルマン」の活動家。
- ジョギング老人 - 関口篤

やたらと速く走り、アクロバティックな動きをする。
- 閻魔大王 - 鎌田順也

第9＆最終話
- 田中 奈美 - 今村雅美

三代目怪人二十面相の妻。出世もせず、本業よりも廃業したはずの怪人業を優先させている夫に愛想を尽かし、一平と実家に帰ってしまう。
最終話　［死因：今回は不死］
- 斉藤製薬のCM監督 - 犬飼若博
- 工事現場の作業員 - 高松泰治
- 三代目怪人二十面相の上司 - 竹井亮介
- 家出少女 - 平手舞

## スタッフ
- 脚本 - 福原充則、溝井英一デービス、イケタニマサオ
- 演出 - 竹園元、山崎統司、塚原あゆ子、深迫康之
- 音楽 - 西山宏幸
- 企画 - 男全修二、丸山博雄
- プロデューサー - 浅野敦也、利光佐和子、竹園元、塚原あゆ子
- 制作 - ドリマックス・テレビジョン
- 製作 - 明智 The 3rd Project（ポニーキャニオン・MBS）

## 主題歌
- SunSet Swish「バライロ」（SMEレコーズ）

## 放送リスト
| 話数   | 放送局   | 放送日        | サブタイトル             | 脚本             | 演出       |
| ------ | -------- | ------------- | ------------------------ | ---------------- | ---------- |
| 第1話  | TBS      | 2010年4月13日 | モナリザの刺繍           | 福原充則         | 竹園元     |
| 第1話  | 毎日放送 | 2010年4月15日 | モナリザの刺繍           | 福原充則         | 竹園元     |
| 第2話  | TBS      | 2010年4月20日 | 黒いピエロ               | 福原充則         | 塚原あゆ子 |
| 第2話  | 毎日放送 | 2010年4月22日 | 黒いピエロ               | 福原充則         | 塚原あゆ子 |
| 第3話  | TBS      | 2010年4月27日 | 生霊                     | 溝井英一デービス | 竹園元     |
| 第3話  | 毎日放送 | 2010年4月29日 | 生霊                     | 溝井英一デービス | 竹園元     |
| 第4話  | TBS      | 2010年5月4日  | ツクモガミ               | 溝井英一デービス | 塚原あゆ子 |
| 第4話  | 毎日放送 | 2010年5月6日  | ツクモガミ               | 溝井英一デービス | 塚原あゆ子 |
| 第5話  | TBS      | 2010年5月11日 | 悪魔の商店街音頭         | 福原充則         | 山崎統司   |
| 第5話  | 毎日放送 | 2010年5月13日 | 悪魔の商店街音頭         | 福原充則         | 山崎統司   |
| 第6話  | TBS      | 2010年5月18日 | 人間やめてやる           | 福原充則         | 山崎統司   |
| 第6話  | 毎日放送 | 2010年5月20日 | 人間やめてやる           | 福原充則         | 山崎統司   |
| 第7話  | TBS      | 2010年5月25日 | 湯けむり温泉殺人事件     | イケタニマサオ   | 深迫康之   |
| 第7話  | 毎日放送 | 2010年5月27日 | 湯けむり温泉殺人事件     | イケタニマサオ   | 深迫康之   |
| 第8話  | TBS      | 2010年6月1日  | 電脳探偵                 | 溝井英一デービス | 山崎統司   |
| 第8話  | 毎日放送 | 2010年6月3日  | 電脳探偵                 | 溝井英一デービス | 山崎統司   |
| 第9話  | TBS      | 2010年6月8日  | ラブ&ピース&撲殺         | 福原充則         | 塚原あゆ子 |
| 第9話  | 毎日放送 | 2010年6月10日 | ラブ&ピース&撲殺         | 福原充則         | 塚原あゆ子 |
| 最終話 | TBS      | 2010年6月15日 | さらば! 三代目明智小五郎 | 福原充則         | 塚原あゆ子 |
| 最終話 | 毎日放送 | 2010年6月17日 | さらば! 三代目明智小五郎 | 福原充則         | 塚原あゆ子 |

## ネット局
| 放送地域       | 放送局            | 放送期間                  | 放送日時                       | 備考               |
| -------------- | ----------------- | ------------------------- | ------------------------------ | ------------------ |
| 関東広域圏     | TBSテレビ         | 2010年4月13日 - 6月15日   | 火曜 24時55分 - 25時25分       | 制作局より2日先行  |
| 近畿広域圏     | 毎日放送（MBS）   | 2010年4月15日 - 6月17日   | 木曜 24時50分 - 25時20分       | 制作局             |
| 岡山県・香川県 | 山陽放送（RSK）   | 2010年4月15日 - 6月17日   | 木曜 24時50分 - 25時20分       | 同時ネット         |
| 長崎県         | 長崎放送（NBC）   | 2010年5月18日 - 7月20日   | 火曜 23時50分 - 24時20分       | 制作局より33日遅れ |
| 福岡県         | RKB毎日放送       | 2010年7月6日 - 8月3日     | 火曜 25時55分 - 26時55分       | 2話連続放送        |
| 静岡県         | 静岡放送（SBS）   | 2010年10月25日 - 11月15日 | 月曜〜水曜 26時04分 - 26時34分 | 週に3話放送        |
| 北海道         | 北海道放送（HBC） | 2011年2月15日 - 4月5日    | 火曜 24時56分 - 25時26分       |                    |
| 石川県         | 北陸放送（MRO）   | 2012年2月14日 - 3月13日   | 火曜 24時25分 - 25時25分       | 2話連続放送        |

## 備考
各エピソードは江戸川乱歩作品がモチーフになっている（『屋根裏の散歩者』(第1話)、『地獄の道化師』(第2話)など）。

## DVD
- ドラマスピンオフDVD「小池里奈@三代目明智小五郎 ―小林少女の事件簿―」（ポニーキャニオン、2010年6月16日発売）
- ドラマDVD「三代目明智小五郎 DVD-BOX」（ポニーキャニオン、2010年8月18日発売）